# 男坂 (腐男塾の曲)
「男坂」（おとこざか）は2008年9月24日にリリースされた腐男塾のデビューシングル。発売元はインペリアルレコード。

## 概要
通常盤と初回限定盤（乾曜子Ver.）（喜屋武ちあきVer.）（浦えりかVer.）（京本有加Ver.）（虎南有香Ver.）が発売された。初回限定盤にはDVDが付属している。

## 収録曲

### 通常盤
1. 男坂
  - 作詞/作曲：はなわ 編曲：成田忍
2. 17's☆STAR
  - 作詞/作曲：はなわ 編曲：成田忍
3. フーフー724（中野腐女子シスターズ）
  - 作詞/作曲：はなわ 編曲：成田忍

### 初回限定盤
1. 男坂
2. 17's☆STAR
3. Go!Fight!腐女子シスターズ（中野腐女子シスターズ）
  - 作詞/作曲：はなわ 編曲：成田忍